# 華麗なる激情 (アルバム)
『華麗なる激情』（かれいなるげきじょう、Too Fast For Love）は、1982年にエレクトラからリリースされたモトリー・クルーのメジャーデビューアルバム。
1981年11月10日にLeathur Records（モトリー・クルーのデビューアルバムをリリースするためだけに立ち上げられたインディーズ・レーベル）からリリースした自主製作アルバム『Too Fast For Love』をロイ・トーマス・ベイカーがリミックス、一部ヴォーカルをレコーディングし直したもの。
Leathur Recordsからのオリジナル盤は10曲入り。リミックス後は「Stick to Your Guns」が外された9曲入りで、曲順も異なる。
1998年、2003年におけるレーベル移籍の際にボーナストラック、エンハンスド・ビデオトラックが追加収録された。

## 収録曲
1. ライヴ・ワイアー - Live Wire [3:14]
Words / Music: Nikki Sixx
2. カム・オン・アンド・ダンス - Come On And Dance [2:45]
Words / Music: Sixx
3. パブリック・エネミー#1 - Public Enemy #1 [4:20]
Words / Music: Sixx, Lizzie Grey
4. メリーゴーランド - Merry-Go-Round [3:22]
Words / Music: Sixx
5. テイク・ミー・トゥ・ザ・トップ - Take Me To The Top [3:43]
Words / Music: Sixx
6. ピース・オブ・ユア・アクション - Piece Of Your Action [4:38]
Words / Music: Vince Neil, Sixx
7. スターリィ・アイズ - Starry Eyes [4:30]
Words / Music: Sixx
8. トゥー・ファースト・フォー・ラヴ - Too Fast For Love [3:22]
Words / Music: Sixx
9. オン・ウィズ・ザ・ショー - On With The Show [4:05]
Words / Music: Neil, Sixx
10. トースト・オブ・ザ・タウン - Toast Of The Town [3:35] ※ボーナストラック
Words / Music: Mick Mars, Sixx
11. トゥナイト - Tonight [4:27] ※ボーナストラック、ラズベリーズのカバー
Words / Music: Carmen
12. トゥー・ファースト・フォー・ラヴ（オルタネイト・イントロ） - Too Fast For Love　(Alternate Intro) [3:22]　※ボーナストラック
Words / Music: Sixx
13. スティック・トゥ・ユア・ガンズ - Stick To Your Guns [4:23]　※ボーナストラック
Words / Music: Mars,　Sixx
14. メリー・ゴー・ラウンド （ライヴ - サン・アントニオ） - Merry-Go-Round (Live - San Antonio, TX) [3:56] ※ボーナストラック
Words / Music: Sixx
15. ライヴ・ワイアー - Live Wire ※エンハンスド・ビデオトラック

## Leathur Records盤
インディーズレーベルLeathur Recordsをバンド自ら設立したモトリー・クルーは、7インチのシングル盤「Stick To Your Guns」（B面は「Toast Of The Town」）を1981年4月にリリース（と言ってもライブ会場で無料配布していた）、それに続いて本作を製作した。約7000ドルの低予算、1週間という短期間でのレコーディングであったが、最終的な売り上げは3万枚を越えている。
エレクトラ・レコードよりリミックス盤がメジャーデビュー盤として発売されたため、本作の生産は終了、廃盤となり、Leathur Recordsもそのまま消滅することとなった。海賊盤が出回り、長くコレクターズ・アイテムとなっていたが、2003年にリリースされたモトリー・クルー初のボックス・セット「Music to Crash Your Car to: Vol. 1」に全曲収録された。

### 収録曲
Side A
1. Live Wire
2. Public Enemy #1
3. Take Me To The Top
4. Merry-Go-Round
5. Piece Of Your Action

Side B
1. Starry Eyes
2. Stick To Your Guns
3. Come On And Dance
4. Too Fast For Love
5. On With The Show

## 参加ミュージシャン
- ヴィンス・ニール (Vince Neil)  - ボーカル
- ミック・マーズ (Mick Mars)  - ギター
- ニッキー・シックス (Nikki Sixx)  - ベース
- トミー・リー (Tommy Lee)  - ドラム